# Autorretrato (Aurélia de Sousa)
Auto-retrato é um óleo sobre tela da autoria da pintora portuguesa Aurélia de Sousa. Pintado em 1882 e mede 45 cm de altura e 36 cm de largura.
A pintura pertence ao Museu Nacional de Soares dos Reis do Porto.